# 小普萊索湖

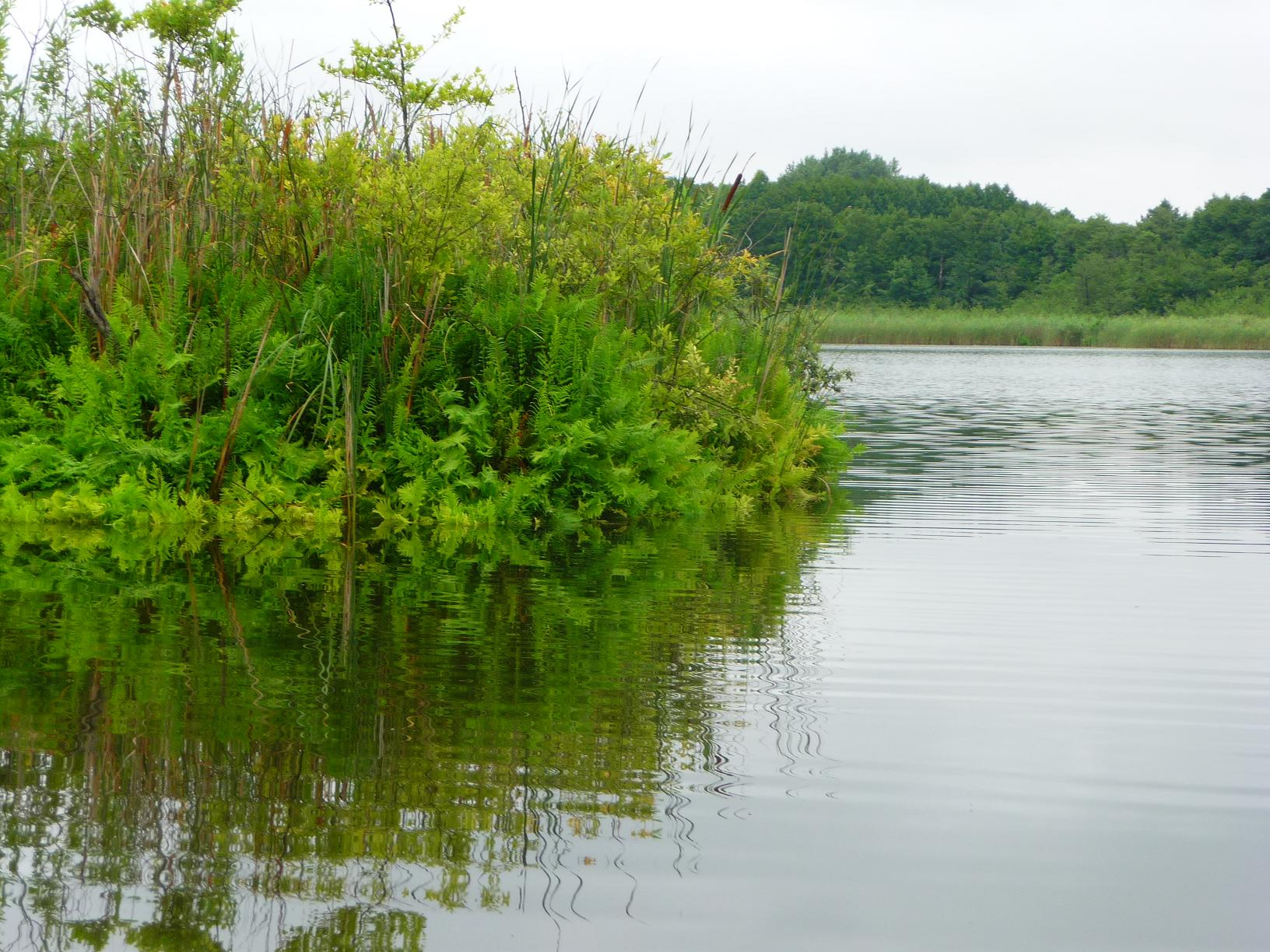

52°23′23.86″N 12°51′47.06″E / 52.3899611°N 12.8630722°E
小普萊索湖（德語：Kleiner Plessower See），是德國的湖泊，位於該國西南部，由勃蘭登堡州負責管轄，處於波茨坦-米特爾馬克縣，長0.5公里、寬0.5公里，面積0.3平方公里，海拔高度23米，平均水深1.2米，最大水深4.5米。